# Bauhinia
Bauhinia is een geslacht uit de vlinderbloemenfamilie (Fabaceae). De verspreiding is pantropisch; dat wil zeggen dat in alle tropische gebieden van de wereld soorten voorkomen.

## Soorten
- Bauhinia accrescens Killip & J.F. Macbr.
- Bauhinia acreana Harms
- Bauhinia aculeata L.
- Bauhinia acuminata L.
- Bauhinia acuruana Moric.
- Bauhinia amambayensis Fortunato
- Bauhinia ampla Span.
- Bauhinia anatomica Link
- Bauhinia andersonii K. Larsen & S.S. Larsen
- Bauhinia andrieuxii Hemsl.
- Bauhinia angulicaulis Harms
- Bauhinia ankarafantsikae Du Puy & R. Rabev.
- Bauhinia anomala Hassl.
- Bauhinia apertilobata Merr. & F.P. Metcalf
- Bauhinia arborea Wunderlin
- Bauhinia argentinensis Burkart
- Bauhinia armata Otto
- Bauhinia aromatica Ducke
- Bauhinia augusti Harms
- Bauhinia aurantiaca Bojer
- Bauhinia aurea H. Lev.
- Bauhinia aureifolia K. Larsen & S.S. Larsen
- Bauhinia aureopunctata Ducke
- Bauhinia baina J.F. Macbr.
- Bauhinia bartlettii B. L. Turner
- Bauhinia bartlettii B.L. Turner
- Bauhinia bauhinioides (Mart.) J.F. Macbr.
- Bauhinia beguinotii Cufod.
- Bauhinia bicolor D. Dietr.
- Bauhinia bombaciflora Ducke
- Bauhinia bowkeri Harv.
- Bauhinia brachycalyx Ducke
- Bauhinia brachycarpa Wall. ex Benth.
- Bauhinia brasiliensis Vogel
- Bauhinia brevicalyx Du Puy & R. Rabev.
- Bauhinia brevipedicellata Jarvie
- Bauhinia brevipes Vogel
- Bauhinia burbidgei Stapf
- Bauhinia burchellii Benth.
- Bauhinia buscalionii Mattei
- Bauhinia calciphila D.X. Zhang & T.C. Chen
- Bauhinia calliandroides Rusby
- Bauhinia caloneura Malme
- Bauhinia calycina Gagnep.
- Bauhinia campanulata S.S. Larsen
- Bauhinia campestris Malme
- Bauhinia candelabriformis Cowan
- Bauhinia capuronii Du Puy & R. Rabev.
- Bauhinia carcinophylla Merr.
- Bauhinia cataholo Hoehne
- Bauhinia catingae Harms
- Bauhinia cercidifolia D.X. Zhang
- Bauhinia chalcophylla L. Chen
- Bauhinia chalkos Cowan
- Bauhinia chapadensis Malme
- Bauhinia chapulhuacania Wunderlin
- Bauhinia cheilantha (Bong.) Steud.
- Bauhinia cinnamomea DC.
- Bauhinia claviflora L. Chen
- Bauhinia clemensiorum Merr.
- Bauhinia coclensis R. Torres
- Bauhinia concinna Drake
- Bauhinia concreta Craib
- Bauhinia conwayi Rusby
- Bauhinia cookii Britton & Rose
- Bauhinia corniculata Benth.
- Bauhinia coronata Benth.
- Bauhinia coulteri J.F. Macbr.
- Bauhinia cupulata Benth.
- Bauhinia curvula Benth.
- Bauhinia cuyabensis Steud.
- Bauhinia damiaoshanensis T. Chen
- Bauhinia decandra Du Puy & R. Rabev.
- Bauhinia deserti (Britton & Rose) Lundell
- Bauhinia dewitii K. Larsen & S.S. Larsen
- Bauhinia didyma L. Chen
- Bauhinia dimorphophylla Hoehne
- Bauhinia dioscoreifolia L. Chen
- Bauhinia dipetala Hemsl.
- Bauhinia divaricata L.
- Bauhinia dolichocalyx Merr.
- Bauhinia dumosa Benth.
- Bauhinia eilertsii Pulle
- Bauhinia ellenbeckii Harms
- Bauhinia endertii K. Larsen & S.S. Larsen
- Bauhinia erythrocalyx Wunderlin
- Bauhinia erythropoda Hayata
- Bauhinia esquirolii Gagnep.
- Bauhinia estrellensis Hassl.
- Bauhinia excurrens Stapf
- Bauhinia exellii Torre & Hillc.
- Bauhinia fabrilis (de Wit) K. & S.S. Larsen
- Bauhinia farek Desv.
- Bauhinia flagelliflora Wunderlin
- Bauhinia floribunda Desv.
- Bauhinia forficata J.H.F.Link
- Bauhinia franckii K. Larsen & S.S. Larsen
- Bauhinia fryxellii Wunderlin
- Bauhinia fusconervis D. Dietr.
- Bauhinia galpinii N.E. Br.
- Bauhinia gardneri Benth.
- Bauhinia geminata Vogel
- Bauhinia gilesii F. Muell. & Bailey
- Bauhinia glaziovii Taub.
- Bauhinia godefroyi Gagnep.
- Bauhinia goyazensis Harms
- Bauhinia grandidieri Baill.
- Bauhinia grandifolia D. Dietr.
- Bauhinia grevei Drake
- Bauhinia guentheri Harms
- Bauhinia gypsicola McVaugh
- Bauhinia hagenbeckii Harms
- Bauhinia hainanensis Merr. & Chun
- Bauhinia haughtii Wunderlin
- Bauhinia havilandii Merr.
- Bauhinia herrerae (Britton & Rose) Standl. & Steyerm.
- Bauhinia hiemalis Malme
- Bauhinia hildebrandtii Vatke
- Bauhinia hirsuta Weinm.
- Bauhinia hirsutiflora Vaz
- Bauhinia hirsutissima Wunderlin
- Bauhinia hirta Steud.
- Bauhinia huberi Ducke
- Bauhinia humilis Rusby
- Bauhinia hypochrysa T. Chen
- Bauhinia hypoglauca T. Chen
- Bauhinia integerrima Benth.
- Bauhinia involucrans Gagnep.
- Bauhinia jenningsii P. Wilson
- Bauhinia jucunda Brandegee
- Bauhinia kalantha Harms
- Bauhinia kingii Prain
- Bauhinia kleiniana Burkart
- Bauhinia kostermansii K. Larsen & S.S. Larsen
- Bauhinia lakhonensis Gagnep.
- Bauhinia lamprophylla Harms
- Bauhinia leiopetala Benth.
- Bauhinia leptantha Malme
- Bauhinia leucantha Thulin
- Bauhinia lingyuenensis T. Chen
- Bauhinia longicuspis Benth.
- Bauhinia longifolia (Bong.) Steud.
- Bauhinia longipedicellata Ducke
- Bauhinia longistipes T. Chen
- Bauhinia lorantha Gagnep.
- Bauhinia macranthera Hemsl.
- Bauhinia macrophylla Poir.
- Bauhinia madagascariensis Desv.
- Bauhinia malacotricha Harms
- Bauhinia malacotrichoides Cowan
- Bauhinia marginata D. Dietr.
- Bauhinia martinensis J.F. Macbr.
- Bauhinia membranacea Benth.
- Bauhinia mendoncae Torre & Hillc.
- Bauhinia miriamae R. Torres
- Bauhinia mollis (Bong.) D. Dietr.
- Bauhinia mombassae Vatke
- Bauhinia monandra Kurz
- Bauhinia morondavensis Du Puy & R. Rabev.
- Bauhinia multinervia (Kunth) DC.
- Bauhinia natalensis Hook.
- Bauhinia nitida Benth.
- Bauhinia obtusata Vogel
- Bauhinia ombrophila Du Puy & R. Rabev.
- Bauhinia ovata Vogel
- Bauhinia ovatifolia T. Chen
- Bauhinia oxysepala Gagnep.
- Bauhinia pansamalana Donn. Sm.
- Bauhinia paucinervata T. Chen
- Bauhinia pauletia Pers.
- Bauhinia pentandra (Bong.) Steud.
- Bauhinia pervilleana Baill.
- Bauhinia pes-caprae Cav.
- Bauhinia petersiana Bolle
- Bauhinia petiolata (DC.) Hook.
- Bauhinia pichinchensis Wunderlin
- Bauhinia picta (Kunth) DC.
- Bauhinia pinheiroi Wunderlin
- Bauhinia platypetala Benth.
- Bauhinia platyphylla Benth.
- Bauhinia podopetala Baker
- Bauhinia pottsii G.Don
- Bauhinia prainiana Craib
- Bauhinia pringlei S. Watson
- Bauhinia pulchella Benth.
- Bauhinia pulla Craib
- Bauhinia quinanensis T. Chen
- Bauhinia racemosa Lam.
- Bauhinia rahmatii Merr.
- Bauhinia ramirezii Reynoso
- Bauhinia ramosissima Hemsl.
- Bauhinia rhodacantha Desv.
- Bauhinia richardiana DC.
- Bauhinia ridleyi Prain
- Bauhinia roxburghiana Voigt
- Bauhinia rubeleruziana Donn. Sm.
- Bauhinia rubro-villosa K. Larsen & S.S. Larsen
- Bauhinia rufescens Lam.
- Bauhinia rusbyi Britton
- Bauhinia rutenbergiana Vatke
- Bauhinia saccocalyx Pierre
- Bauhinia saigonensis Gagnep.
- Bauhinia scal-Asimiae Sandwith
- Bauhinia scandens L
- Bauhinia seleriana Harms
- Bauhinia seminarioi Harms ex Eggers
- Bauhinia semla Wunderlin
- Bauhinia sessilifolia (DC.) Quinones
- Bauhinia smilacifolia Benth.
- Bauhinia somalensis Pic. Serm. & Roti Mich.
- Bauhinia steenisii K. Larsen & S.S. Larsen
- Bauhinia stenantha Diels
- Bauhinia stenocardia Standl.
- Bauhinia stenoloba (Britton & Killip) Wunderlin
- Bauhinia subclavata Benth.
- Bauhinia subrotundifolia Cav.
- Bauhinia taitensis Taub.
- Bauhinia tarapotensis Benth.
- Bauhinia tenella Benth.
- Bauhinia tessmannii Harms
- Bauhinia tianlinensis T.C. Chen & D.X. Zhang
- Bauhinia tomentosa L.
- Bauhinia tumupasensis Rusby
- Bauhinia ungulata L.
- Bauhinia urbaniana Schinz
- Bauhinia urocalyx Harms
- Bauhinia uruguayensis Benth.
- Bauhinia venustula T. Chen
- Bauhinia verrucosa Vogel
- Bauhinia vespertilio S. Moore
- Bauhinia vestita (Benth.) J.F. Macbr.
- Bauhinia viorna J.F. Macbr.
- Bauhinia viridescens Desv.
- Bauhinia viscidula Harms
- Bauhinia vulpina Rusby
- Bauhinia weberbaueri Harms
- Bauhinia wunderlinii R. Torres
- Bauhinia wuzhengyii S. S. Larsen
- Bauhinia xerophyta Du Puy & R. Rabev.

... · 
Abrus · 
Acacia · 
Acosmium · 
Adenanthera · 
Adenocarpus · 
Adenodolichos · 
Adenopodia · 
Adesmis · 
Aenictophyton · 
Aeschynomene · 
Afzelia · 
Aganope · 
Albizia · 
Alhagi · 
Alysicarpus · 
Amblygonocarpus · 
Amherstia · 
Andira · 
Angylocalyx · 
Aotus · 
Anthyllis · 
Arachis · 
Archidendropsis · 
Aspalathus · 
Astragalus (hokjespeul) · 
Austrosteenisia · 
Baphia · 
Bauhinia · 
Brachystegia · 
Bolusafra · 
Butea · 
Caesalpinia · 
Cajanus · 
Calicotome · 
Carmichaelia · 
Carrissoa · 
Cassia · 
Castanospermum · 
Ceratonia · 
Chamaecytisus · 
Cicer · 
Clianthus · 
Clitoria · 
Cordyla · 
Coronilla · 
Crotalaria · 
Cyamopsis · 
Cyclopia (honingbos) · 
Cytisus · 
Dalbergia · 
Daviesia · 
Delonix · 
Derris · 
Dialium · 
Dicraeopetalum · 
Dichrostachys · 
Dipteryx · 
Enterolobium · 
Eperua · 
Erythrina (koraalboom) · 
Erythrophleum · 
Faidherbia · 
Genista (heidebrem) · 
Glycine · 
Glycyrrhiza · 
Hardenbergia · 
Hovea · 
Indigofera · 
Inga · 
Lathyrus · 
Lens · 
Lonchocarpus · 
Lotus (rolklaver) · 
Lupinus (lupine) · 
Macrotyloma · 
Medicago (rupsklaver) · 
Melilotus (honingklaver) · 
Mimosa · 
Mora · 
Myroxylon · 
Newtonia · 
Onobrychis · 
Ononis (stalkruid) · 
Ormosia · 
Ougeinia · 
Pachyrhizus · 
Parkia · 
Parkinsonia · 
Parochetus · 
Pericopsis · 
Phaseolus · 
Physostigma · 
Pisum (erwt) · 
Prosopis · 
Psophocarpus · 
Psoralea · 
Pterocarpus · 
Pueraria · 
Racosperma · 
Robinia · 
Rothia · 
Securigera · 
Senegalia · 
Senna · 
Serianthes · 
Sesbania · 
Sophora · 
Spartium · 
Sphenostylis · 
Streblorrhiza · 
Strongylodon · 
Stylosanthes · 
Styphnolobium · 
Swainsona · 
Tamarindus · 
Tephrosia · 
Teramnus · 
Tetragonolobus · 
Tetrapleura · 
Trifolium (klaver) · 
Trigonella (hoornklaver) · 
Ulex · 
Uraria · 
Vachellia · 
Vicia (wikke) · 
Vigna · 
Viminaria · 
Virgilia · 
Wisteria (blauweregen) · 
Zornia · 
Zygocarpum · 
...